# Cartoon Network Korea
A Cartoon Network Korea (koreaiul: 카툰 네트워크 대한민국, magyaros átírással: Khathun Nethuvokhu Tehanminguk) a Cartoon Network rajzfilmadó dél-koreai adásváltozata, amely 2006. november 11-én indult el. A csatorna Dél-Koreában érhető el koreaiul. Az adót 51%-ban a Csungang Pangszong (중앙방송 – Központi Műsorközvetítő) vállalat, 49%-ban a Turner Broadcasting System birtokolja. A jelmondata: 신나는 재미 (Sinnanun csemi), melynek jelentése: Izgalmas, vagy Jó szórakozás.

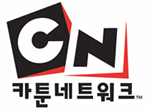
Az első logó 2006-tól 2011-ig.

## Története
1995-ben a Tooniverse csatornán elindult egy Cartoon Network-blokk, amelyet napi 3-4 órában sugároztak. 2003 januárjában vált elérhetővé Dél-Koreában a Cartoon Network Ázsia, amelyet a CSTV és a Sky Life továbbított műholdon. A csatorna – választható funkcióként – koreai feliratokkal is sugárzott. 2006. július 12-én a Turner Broadcasting System és a Csungang Pangszong bejelentették, hogy közösen elindítják a teljesen koreai Cartoon Network Koreát. Ez meg is történt 2006. november 11-én.